# لی وینگ
لی وینگ (انگلیسی: Lee Ving؛ زادهٔ ۱۰ آوریل ۱۹۵۰) یک موسیقی‌دان اهل ایالات متحده آمریکا است. وی از سال ۱۹۷۷ میلادی تاکنون مشغول فعالیت بوده‌است.
او در فیلم طلوع ماه سیاه بازی کرده‌است.